# 天主教莫爾費塔-魯沃-焦維納佐-泰爾利齊教區
天主教莫爾費塔-魯沃-焦維納佐-泰爾利齊教區（拉丁語：Dioecesis Melphictensis-Rubensis-Iuvenacensis-Terlitiensis），是義大利一個天主教教區。屬巴里-比通托總教區。
教區包括巴里省莫爾費塔、魯沃迪普利亞、焦維納佐、泰爾利齊共四市，教座位於莫爾費塔。2004年有教友134,734人，佔總人口99.1%。有三十六個堂區、司鐸九十九名。現任教區主教為類思·馬爾泰拉。

## 歷史

### 魯沃教區
魯沃教區相傳由聖伯多祿開教，第一位主教克雷更成為聖伯多祿第二任繼承人（第三任教宗）。此後有文獻記載的主教要到493年才出現。有史學家認為教區成立的日期大約於6至7世紀間。10世紀起教區屬特拉尼教省，1025年起屬巴里教省。
1818年6月27日教區與比通托教區聯合。1703年4月16日教區修院成立。

### 莫爾費塔、焦維納佐暨泰爾利齊教區
焦維納佐教區第一位有文獻記載的主教出現於1071年。泰爾利齊教區成立於1749年11月26日，屬巴里總教區。
莫爾費塔教區在11世紀首次被提及，當時屬巴里-卡諾薩總教區。1488年12月1日，曾任當地主教的教宗諾森八世把教區歸聖座直轄。
1818年6月27日焦維納佐和泰爾利齊教區被撤銷，併入莫爾費塔教區，1835年12月9日恢復並與莫爾費塔教區聯合，直屬聖座。
1980年10月20日莫爾費塔、焦維納佐暨泰爾利齊教區歸屬巴里-比通托教省。

### 合併
1982年9月30日起四個教區由同一主教牧養，1986年9月30日兩個教區合併並易名至今。